# بوک‌هم، نیو ساوت ولز
بوک‌هم (به انگلیسی: Bookham) یک شهرک در استرالیا است که در نیو ساوت ولز واقع شده‌است.